# Poliosia rectilinea
Poliosia rectilinea är en fjärilsart som beskrevs av Joannis 1928. Poliosia rectilinea ingår i släktet Poliosia och familjen björnspinnare. Inga underarter finns listade i Catalogue of Life.